# جاندر
جاندر هي قرية في مقاطعة سلماس، إيران. يقدر عدد سكانها بـ 388 نسمة بحسب إحصاء 2016.